# 2005 VZ122
2005 VZ122, também escrito como 2005 VZ122, é um objeto transnetuniano (TNO) que está localizado no cinturão de Kuiper, uma região do Sistema Solar. O mesmo possui uma magnitude absoluta de 7,6 e tem um diâmetro estimado com cerca de 124 km. Este objeto é um sistema binário, o outro componente, o S/2011 (2005 VZ122) 1, possui um diâmetro estimado em cerca de 49 km.

## Descoberta
2005 VZ122 foi descoberto no dia 2 de novembro de 2005. através do Observatório Nacional de Kitt Peak que está situado no Arizona, EUA.

## Órbita
A órbita de 2005 VZ122 tem uma excentricidade de 0.120 e possui um semieixo maior de 41,311 UA. O seu periélio leva o mesmo a uma distância de 33,926 UA em relação ao Sol e seu afélio a 48,695 UA.